# 支那事変
| 1939年に制定された支那事変従軍記章（左:表面、右:裏面）。日本が制定した従軍記章の中では最も多く発行され、終戦後の1946年に廃止された。 |  | 1939年に制定された支那事変従軍記章（左:表面、右:裏面）。日本が制定した従軍記章の中では最も多く発行され、終戦後の1946年に廃止された。 |
| 1939年に制定された支那事変従軍記章（左:表面、右:裏面）。日本が制定した従軍記章の中では最も多く発行され、終戦後の1946年に廃止された。 |  | |

| 戦線が太平洋戦争にも拡大した1942年に制定された支那事変記念章の図案（左:表面、右:裏面）。銃後で軍事奉仕に従事する国民へ授与される予定であったが準備作業が進まないうちに終戦を迎え、1946年に廃止された。 |  | 戦線が太平洋戦争にも拡大した1942年に制定された支那事変記念章の図案（左:表面、右:裏面）。銃後で軍事奉仕に従事する国民へ授与される予定であったが準備作業が進まないうちに終戦を迎え、1946年に廃止された。 |
| 戦線が太平洋戦争にも拡大した1942年に制定された支那事変記念章の図案（左:表面、右:裏面）。銃後で軍事奉仕に従事する国民へ授与される予定であったが準備作業が進まないうちに終戦を迎え、1946年に廃止された。 |  | |

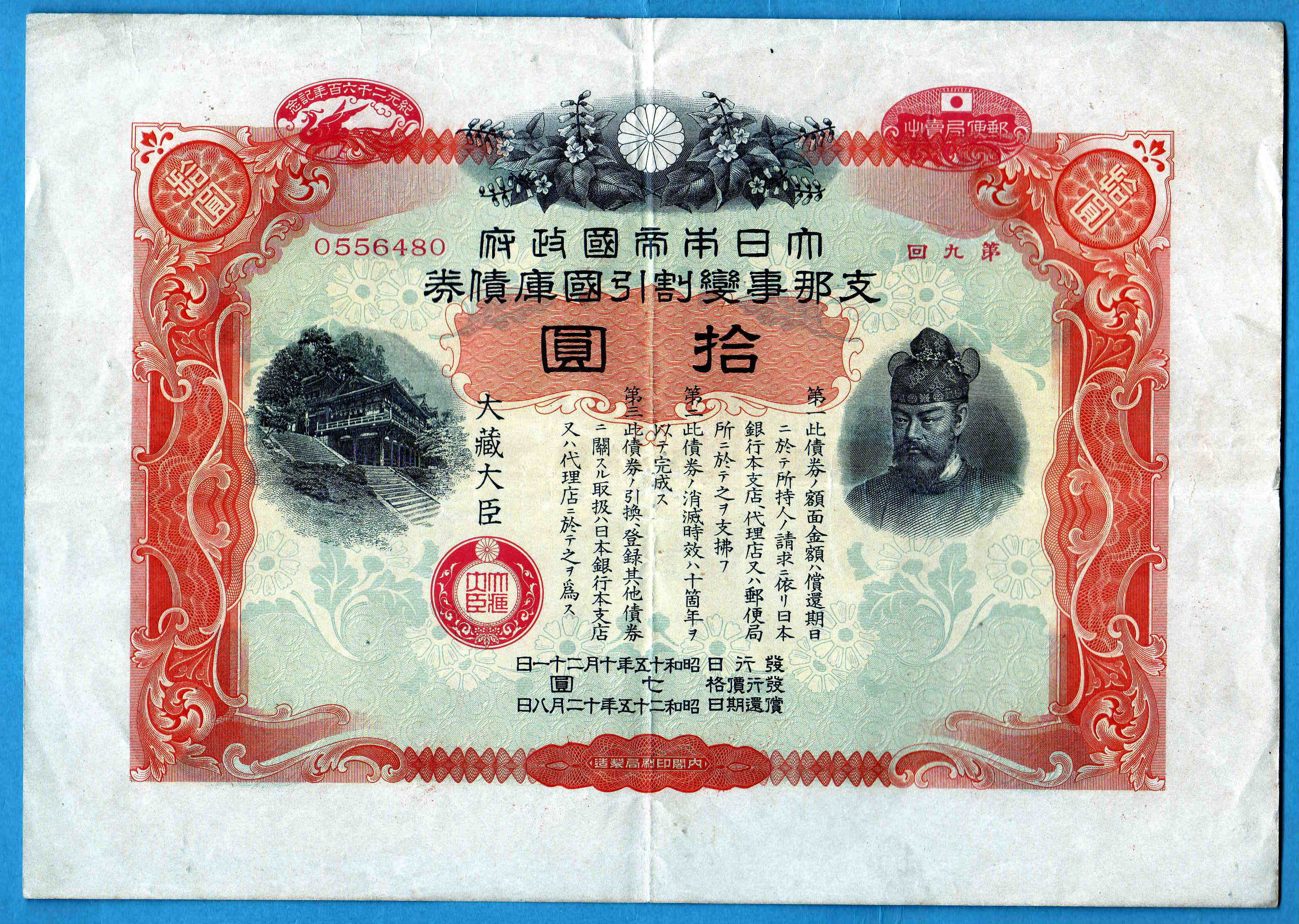
1940年（昭和15年）発行の国債には「支那事変」によるものと明記されている

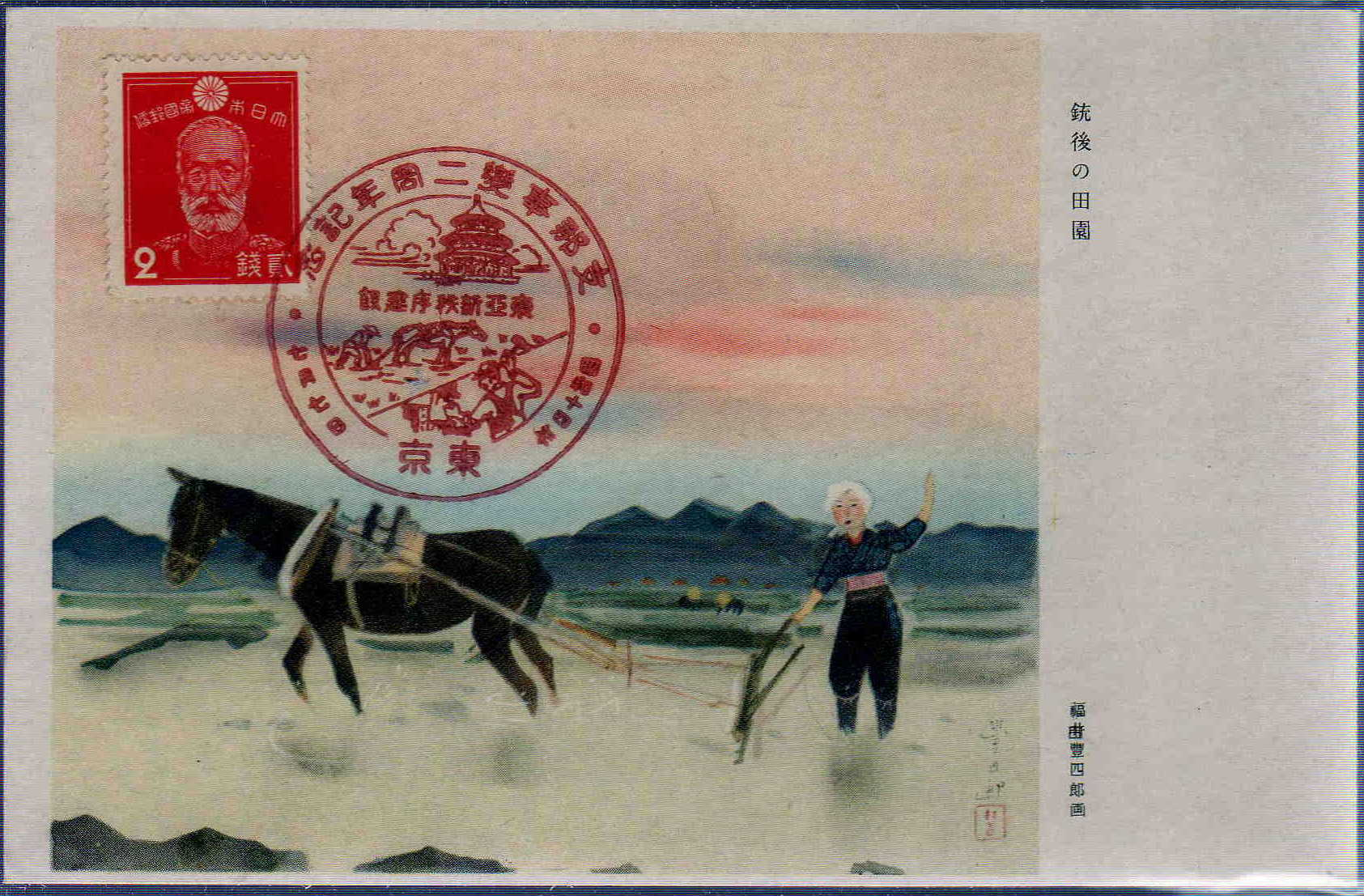
陸軍省発行の絵葉書（福田豊四郎作「銃後の田園」）に東京の郵便局で『支那事変二周年記念』の記念印（1939年（昭和14年）7月7日付）を押印した郵趣品。記念印には「東亜新秩序」の標語が入っている

支那事変（しなじへん、旧字体：支那󠄁事變）は、日中戦争に対する、当時の日本における呼称である。臼井勝美によると、1941年12月10日に命名された「大東亜戦争」の定義に「支那事変」も含められたことで、名称としてはそこで終わりを告げることになったという。一方で北博昭によると、戦いは続いていたため、「支那事変」の終期は「大東亜戦争」（太平洋戦争）終結のときとなるという。

## 概要
1937年（昭和12年）7月7日の盧溝橋事件を発端とする大日本帝国と中華民国の間で起こった武力衝突。日本の軍事キャンプに向けて、一発の銃弾が撃ち込まれた事件が発端であるとされている。一人の日本兵が行方不明になったが、該当兵士は用を足していただけなのでその後無事発見されている。この銃弾の発砲については、蒋介石国民政府が「何らかの手違いによるものである・・」という旨の声明を出しており、正式な謝罪もあった。日本側も、石原莞爾が旧知の仲であるドイツの駐中国大使であるオットー・トラウトマンに仲介を依頼していたが（トラウトマン和平工作）、後述の通り内閣書記官長の風見章等が反対意見を出し難色を示したことで頓挫した。
4日後の松井-秦徳純協定により一旦は収拾したが、日本側は近衛内閣が「北支派兵に関する政府声明」を発表し、事件を「北支事変」と呼称した。7月11日午後5時30分、風見章書記官長は「今次の北支事変は其性質に鑑み事変と称す」と発表し、「今次事件は全く支那側の計画的武力的抗日なること最早疑ひの余地なし」と断定し、「従来我国が北支に於て保有せる駐兵権に基づく派兵ではなく」、「支那側の計画的武力抗日に対する帝国政府の自衛権の発動に基づくものであり、満州事変、上海事変の出兵と同様の性質のもので派兵の意義は頗る重大」と強調した。
その後、中国共産党の国共合作による徹底抗戦の呼びかけ（7月15日）、及び蔣介石の「最後の関頭」談話における徹底抗戦の決意の表明（7月17日）、中国軍の日本軍及び日本人居留民に対する攻撃と事態は進展し、8月には第二次上海事変が勃発するに及び、戦線は中支（中支那、現中国の華中地方）、そして中国大陸全土へと拡大し、日本と中華民国の全面戦争の様相を呈していった。
1941年（昭和16年）12月までは、双方とも宣戦布告や最後通牒を行わなかった。
事変の長期化とともに、米国、英国は援蔣ルートを通じて、重慶に逃れた国民政府（蔣介石政権）を公然と支援した。ソ連は空軍志願隊を送り、中華民国側を援護した。一方日本は、新たに南京国民政府（汪兆銘政権）を支援した。
その後、1941年（昭和16年）の日米開戦とともに、蔣介石政権は12月9日、日本に宣戦布告し、日中両国は正式に戦争へ突入した。昭和16年12月12日の東條内閣における閣議決定で、日本政府は「今次ノ対米英戦争及今後情勢ノ推移ニ伴ヒ生起スルコトアルヘキ戦争ハ支那事変ヲモ含メ大東亜戦争ト呼称ス」 とし、「支那事変」という名称は「大東亜戦争」に吸収され、「支那事変」とは呼ばれなくなった。

## 呼称の変遷
国際法上で必要な国家の交戦開始の意思表示がなされなかったため、戦争と呼ばれなかった。日本政府は当初は北支事変（ほくしじへん）と呼称し、その後、支那事変となった。陸軍省軍事課長田中新一大佐は、8月14日の閣議で「北支事変は日華事変と改称すべきだ。相手が拡大主義だから我が不拡大は成立たない」と言った意見が出ていたと回想している。
1945年12月8日から17日にわたって連合国軍最高司令官総司令部（GHQ/SCAP）に指示されて新聞各紙に掲載された「太平洋戦争史」では、「支那事変」が使用されたが、連載をまとめ1946年4月に刊行された連合軍総司令部民間情報教育局提供・中屋健弌訳『太平洋戦争史－奉天事件より無条件降伏まで』（高山書院、昭和21年4月）では「日支事変」とされた。なお、GHQ/SCAPは、『文藝春秋』1946年11月号に掲載された青野季吉の「中堅作家論ノート」における「支那事変」と表記について、「支那事変は日華事変と書かれるべきである」と命令した。
1946年6月、中華民国の抗議を受けて「支那」の文字の使用を避けるべきとする「中華民国の呼称に関する件」が外務省総務局長名で出され、次官通達「支那の呼称を避けることに関する件」が各省次官などに伝達された。同文書では、「支那」に代わる用例として「中華民国」、「中国」、「日華」などが挙げられたが、歴史的地理的または学術的の叙述の場合は「東支那海」や「日支事変」などの使用はやむを得ないとされた。同通達を受け、7月3日に文部大臣官房文書課長名の「『支那』の呼称を避けることについて」と題する「通知」が各大学・高等専門学校長宛に出されて以降、「支那」の語句が避けられ、「支那事変」の使用は減少し、「日華事変」が使用され始めた。
高等学校学習指導要領は昭和26年度改訂から、中学校学習指導要領社会科編は昭和30年度改訂から「日華事変」が使用され、昭和32年度から全社の中学校歴史教科書で「日華事変」となった。昭和50年度から教科書に「日中戦争」が登場したが、学習指導要領は「日華事変」のままであった。「日中戦争」の呼称の使用に比例して、日本の中国に対する「侵略」を強調する傾向が強まったように、呼称には歴史認識も大きな影響を及ぼしていた。日中国交正常化を受け1970年代に「日中戦争」が普及し、「日華事変」は使用されなくなっていった。